# Сайраново (Туймазинський район)
Сайра́ново (рос. Сайраново, башк. Сәйрән) — село у складі Туймазинського району Башкортостану, Росія. Адміністративний центр Сайрановської сільської ради.
Населення — 688 осіб (2010; 592 у 2002).
Національний склад:
- башкири — 62 %
- татари — 27 %